# Hampus Strömgren
Hampus Strömgren, född 8 juli 1996, är en svensk fotbollsmålvakt som spelar för IFK Karlshamn.

## Klubbkarriär
Hampus Strömgren började fotbollskarriären i IFK Karlshamn och tillhörde klubben fram till 2012. Därefter skrev han på ett juniorkontrakt som sedan övergick i ett seniorkontrakt med Mjällby AIF och tillhörde klubben fram till 2018. Som en del av samarbetet mellan Mjällby AIF och Åtvidabergs FF spelade Strömgren säsongen 2017 på lån i Åtvidabergs FF med spel i Superettan.
I januari 2018 värvades Strömgren av Kalmar FF. I juli 2018 förlängde han sitt kontrakt med ett halvår. I december 2018 förlängde Strömgren sitt kontrakt med ett år. I juni 2020 återvände han till sin moderklubb IFK Karlshamn.

## Landslagskarriär
Strömgren var målvakt i det svenska U17-landslag som tog sig till semifinal i EM 2013 och tog brons i VM 2013. Därefter ingick han i Sveriges U19-landslag under förbundskapten Claes Eriksson år 2014.

## Privatliv
Strömgren är uppvuxen i Karlshamn och spelade ishockey parallellt med fotboll fram till 15 års ålder. Han spelade back i Mörrums GoIS och var uttagen till Blekingelaget för kval till TV-pucken 2012.